# Sex de Marinda
Sex de Marinda är en bergstopp i Schweiz.   Den ligger i distriktet Sierre och kantonen Valais, i den södra delen av landet, 90 km söder om huvudstaden Bern. Toppen på Sex de Marinda är 2 906 meter över havet, eller 117 meter över den omgivande terrängen. Bredden vid basen är 0,55 km.
Terrängen runt Sex de Marinda är huvudsakligen mycket bergig. Närmaste större samhälle är Sierre, 15,9 km norr om Sex de Marinda. 
Trakten runt Sex de Marinda består i huvudsak av gräsmarker. Runt Sex de Marinda är det glesbefolkat, med 8 invånare per kvadratkilometer.